# Radio Patrol
Radio Patrol (o anche Radio Pattuglia nella prima edizione italiana) è stata una serie a fumetti a strisce giornaliere di genere poliziesco realizzata dal disegnatore Charles Schmidt e dallo scrittore Eddie Sullivan e pubblicata negli Stati Uniti d'America dal 1933 al 1950. Viene ritenuta una delle serie a fumetti più realistiche del periodo. raggiungendo una vasta popolarità che portò alla realizzazione di una trasmissione radiofonica e di un serial cinematografico nel 1937.
I protagonisti sono il sergente Pat e il poliziotto Stuttering Sam che insieme alla detective Molly Day, il giovane Pinky e dal suo cane, combattono rapinatori, contrabbandieri e malviventi di vario tipo con - all’epoca - innovativa la radio mobile.

## Storia editoriale
A seguito della popolarità della serie poliziesca di Dick Tracy, l'editore Hearst volle qualcosa di simile per la sua agenzia di distribuzione, la King Features Syndicate. La serie esordì nel 1933 sul Boston Record, e inizialmente si intitolava Pinkerton, Jr., dato che il protagonista era un ragazzo di nome Pinky. Divenne presto popolare per i lettori del Boston e col tempo il protagonista divenne il sergente Pat mentre Pinky crebbe rapidamente. Il personaggio del sergente venne caratterizzato rifacendosi a alcuni veri poliziotti della Boston Police Department che Sullivan conosceva personalmente. Nel 1934 la serie venne distribuita reintitolata Radio Patrol a livello nazionale dal King Features Syndicate riscuotendo presto un ampio successo. LA serie venne pubblicata fini al 1950 nel formato a strisce giornaliere e dal 1934 al 1946 anche in una serie di tavole domenicali.
La serie venne pubblicata già dagli anni trenta anche all'estero come in Francia, dal settimanale Hop-là! nel 1939 con il nome di Roland Cassecou e in Italia dall'Avventuroso dal 1934 al 1938 e da altre come L'Audace e Jumbo col nome di La pattuglia volante dal 1938.

## Altri media

### Cinema
- Radio Patrol (1937, Universal, serial in 12 episodi).[4]

### Radio
- Programma radiofonico negli anni trenta.[4]